# 1903 no jornalismo
Nesta página encontrará referências aos acontecimentos directamente relacionados com o jornalismo ocorridos durante o ano de 1903.

## Eventos
- 22 de março — Última edição do jornal semanal O Académico. A primeira edição foi em 1902.[1]
- 3 de dezembro — Primeira edição do jornal semanal O Comércio da Póvoa de Varzim.[2]

## Nascimentos
| Data        | Nome                | Profissão                                                              | Nacionalidade                              | Observações | Ref |
| ----------- | ------------------- | ---------------------------------------------------------------------- | ------------------------------------------ | ----------- | --- |
| 25 de maio  | Álvaro Amaral Netto | poeta, prosador, jornalista, regionalista e investigador               | Reino Unido de Portugal, Brasil e Algarves | m. 1971     |     |
| 12 de julho | Orígenes Lessa      | jornalista, contista, novelista, romancista e ensaísta. Imortal de ABL | Brasil                                     | m. 1986     |     |

## Mortes
| Data           | Nome                   | Profissão                         | Nacionalidade | Observações | Ref |
| -------------- | ---------------------- | --------------------------------- | ------------- | ----------- | --- |
| 24 de outubro  | Júlio de Castilhos     | advogado, jornalista e político   | Brasil        | n. 1860     |     |
| 10 de novembro | Antônio Ferreira Viana | magistrado, jornalista e político | Brasil        | n. 1833     |     |